# Loreto (Santiago del Estero)
Loreto, ook wel Villa San Martín, is een plaats in het Argentijnse bestuurlijke gebied Loreto in de provincie Santiago del Estero. De plaats telt 9854 inwoners.